# I Saw What You Did (1988)
I Saw What You Did is een televisiefilm uit 1988 onder regie van Fred Walton. De film is een remake op de 1965 versie met Joan Crawford.

## Verhaal
Lisa en Kim zijn twee verveelde tieners die, om hun tijd op te vullen, mensen opbellen met beangstigende teksten in de hoop dat deze mensen verschrikt raken. Wanneer ze Adrian opbellen, loopt alles uit de hand. Hij heeft namelijk zojuist zijn vrienden vermoord en krijgt het idee dat Lisa en Kim hier alles van af weten.

## Rolverdeling
| Acteur           | Personage      |
| ---------------- | -------------- |
| Shawnee Smith    | Kim Fielding   |
| Tammy Lauren     | Lisa Harris    |
| Candace Cameron  | Julia Fielding |
| Robert Carradine | Adrian Lancer  |
| David Carradine  | Stephen        |